# Societat Botànica Barcelonesa
La Societat Botànica Barcelonesa (SBB) va ser una societat científica creada el 1871 per una comissió presidida per Frederic Trèmols i Borrell. Va perdurar fins a l'any 1875, en què suspengué les seves activitats.
L'SBB, creada a finals de 1871, publicà el seu reglament el gener de 1872. Seguint el model d'altres societats d'intercanvi de plantes, es proposà la formació d'un herbari per a l'estudi de la flora ibèrica mitjançant les aportacions de tots els seus membres. Els seus principals promotors, Antoni Cebrià Costa i Cuxart, Frederic Trèmols i Joan Montserrat i Archs, eren acadèmics i comptaven amb els locals de la RACAB on rebien els materials tramesos pels socis i preparar les trameses de plantes per a aquests. El nombre màxim de socis es fixà en cinquanta, dels quals deu poden ser estrangers. El primer any el nombre de socis de la Societat fou d'una quarantena de membres. Malgrat les circumstàncies adverses a causa de la tercera guerra Carlina arribà a distribuir dues sèries prou importants de plantes seques (208 espècies el 1873 i 207 el 1875). Cessà les seves activitats a l'estiu del 1875, però l'herbari quedà dipositat a la Reial Acadèmia de Ciències i Arts de Barcelona (RACAB), on també anaren a parar els herbaris de Costa i Tremols, on restaren fins que el 1926 la RACAB va dipositar les seves col·leccions a la Junta de Ciencies Naturals de Barcelona.